# Beste Bescherung
Beste Bescherung ist ein deutscher Fernsehfilm von Rainer Kaufmann aus dem Jahr 2013. Der Weihnachtsfilm ist nach Das Beste kommt erst und  In den besten Familien (2012) der dritte Film der Familiengeschichte mit Friedrich von Thun und Sophie von Kessel, die 2015 mit Das beste aller Leben fortgesetzt wurde.

## Handlung
Zum Weihnachtsfest wollen die vier Maillinger-Geschwister gemeinsam die schöne Zeit in Ruhe und Frieden verbringen. Deshalb hat Miriam, die inzwischen hochschwanger ist, Anna, Vince und Tom mit jeweiligem Anhang auf den Bauernhof ihres Freundes eingeladen. Dieses Vorhaben droht zu scheitern, denn ihr unberechenbarer Vater Karl erscheint uneingeladen in der idyllischen Einöde, weil er auf der Flucht vor Steuerfahndern ist. Widerwillig gewähren die Kinder dem Familienpatriarchen Asyl, der sich entgegen seiner Gewohnheit mit einer recht primitiven Unterkunft zufriedengeben muss.
Die gewohnten Reibereien und Zwistigkeiten mit ihm lassen nicht lange auf sich warten. Dabei ist Miriams zukünftige Schwiegermutter Rosalie stets eine schlichtende Persönlichkeit. Unvoreingenommen nimmt sie selbst Karls Eigenarten an, erwartet aber von der Großfamilie, dass sie das diesjährige Krippenspiel ausrichtet. Die Tradition der kleinen Gemeinde gebietet, dass diejenige Familie, welche ein Kind erwartet, diese Aufgabe übernimmt. Zunächst sind die Geschwister davon gar nicht begeistert. Der schwangeren Miriam zuliebe gehen sie dann aber doch darauf ein. Tom, der eigentlich ein wenig Ruhe von seinen Afrika-Aufgaben finden wollte, übernimmt die Regie und bringt so automatisch eine politische Note in das „Stück“. Seinem Vater gibt er die Rolle des hartherzigen Wirtes, wodurch er sich immer wieder Anspielungen auf sich selbst gefallen lassen muss. Anna und ihren Freund Ben möchte er als glückliche Maria und Joseph sehen, was ihnen schwerfällt, weil ihre Beziehung gerade in einer Krise steckt.
Karl hat große Not seine Steuerprobleme vor seinen Kindern geheim zu halten. Da er mit einem Koffer voller Schwarzgeld angereist ist, verschenkt er einen Teil davon an seine Kinder, die sehr verblüfft sind ihren geizigen Vater plötzlich so spendabel zu erleben. Doch auch auf Karl wartet eine Überraschung, denn seine zweite Ehefrau Dina, von der er sich gerade getrennt hatte, ist ihm nachgereist und nun auch auf dem Bauernhof eingetroffen. Mitten bei den Proben zum Krippenspiel setzen bei Miriam die Wehen ein. Ben als praktizierender Gynäkologe leistet Hilfestellung, und so kommt das Kind passend zum 24. Dezember zur Welt. Eigentlich scheint alles perfekt, doch Karls Kinder entdecken sein Schwarzgeld und befürchten bei einer Anzeige mit haftbar gemacht zu werden. Sie drängen ihren Vater zu einer Selbstanzeige, die er aber heimlich wieder aus dem Briefkasten zurückholen lässt.
Durch ihr Krippenspiel ist sich die Familie unverhofft wieder näher gekommen. Ihre Aufführung wird ein großer Erfolg und sie sind froh, die Weihnachtszeit zusammen verbracht zu haben. Einzig Karl bleibt etwas bedrückt zurück, denn Dina ist mit seinen unterschlagenen Steuergeldern durchgebrannt und hofft ihn so nach Moldawien zu locken.

## Produktion
Die Dreharbeiten fanden unter dem Arbeitstitel Das Beste kommt erst III – Ein Abend wie jeder andere im Januar und Februar 2013 in Oberbayern und München statt. Ausführende Produktionsfirma war die Münchner Roxy Film. Die Redaktion im ZDF hatte Günther van Endert.

## Rezeption

### Einschaltquoten
Die Ausstrahlung am 16. Dezember 2013 als Fernsehfilm der Woche im ZDF-Abendprogramm verfolgten rund 4,73 Millionen Zuschauer, was einem Gesamtmarktanteil von 14,5 Prozent entsprach.

### Kritiken
Sidney Schering von Quotenmeter wertete: „Der Plot plätschert bewusst ruhig vor sich hin. Es gibt keine sprichwörtliche (geschweige denn eine wortwörtliche) tickende Zeitbombe, die künstlich die Handlung vorantreibt, stattdessen erzählt Kaufmann gelassen von den Festtagsvorbereitungen der interessanten Familie, womit den Figuren genügend Raum gegeben ist, sich zu entfalten. Somit erscheinen die Streitigkeiten der Charaktere nicht unnötig melodramatisch, gleichzeitig sind die vereinzelten Momente voller Harmonie dank dieser gelassenen Herangehensweise angenehm unaufgeregt, statt vor Weihnachtskitsch zu triefen. Alles in allem lässt ‚Beste Bescherung‘ sein Publikum bei einer pointierten, trotzdem realistischen Weihnachtsfeier Mäuschen spielen und so eine kurzweilige Dramödie erleben.“
Rainer Tittelbach von Tittelbach.tv stufte die Produktion auf dem ersten Platz seiner Top 15 der Weihnachtsfilme 2016 ein und meinte: „Das Fest der Feste ist in ‚Beste Bescherung‘ mehr als nur ein Katalysator für den fehlenden Frieden in einer Fabrikantenfamilie. Der Film […] ist Weihnachtsfilm, Familiengeschichte und Beziehungskomödie. Ein geistreicher, realistischer Feelgood-Film, bissig & ironisch statt von romantischer Glückssuche getragen. Herzstück: die Charaktere. Star: das Ensemble. Augenfälligste Besonderheit: die offene Dramaturgie. Etwas Französisches liegt in den Bildern, federleicht die Gangart. Lebenslust am Rande der Improvisation ist spürbar. Gibt es einen besseren Weihnachtsfernsehfilm?!“